# Złotook

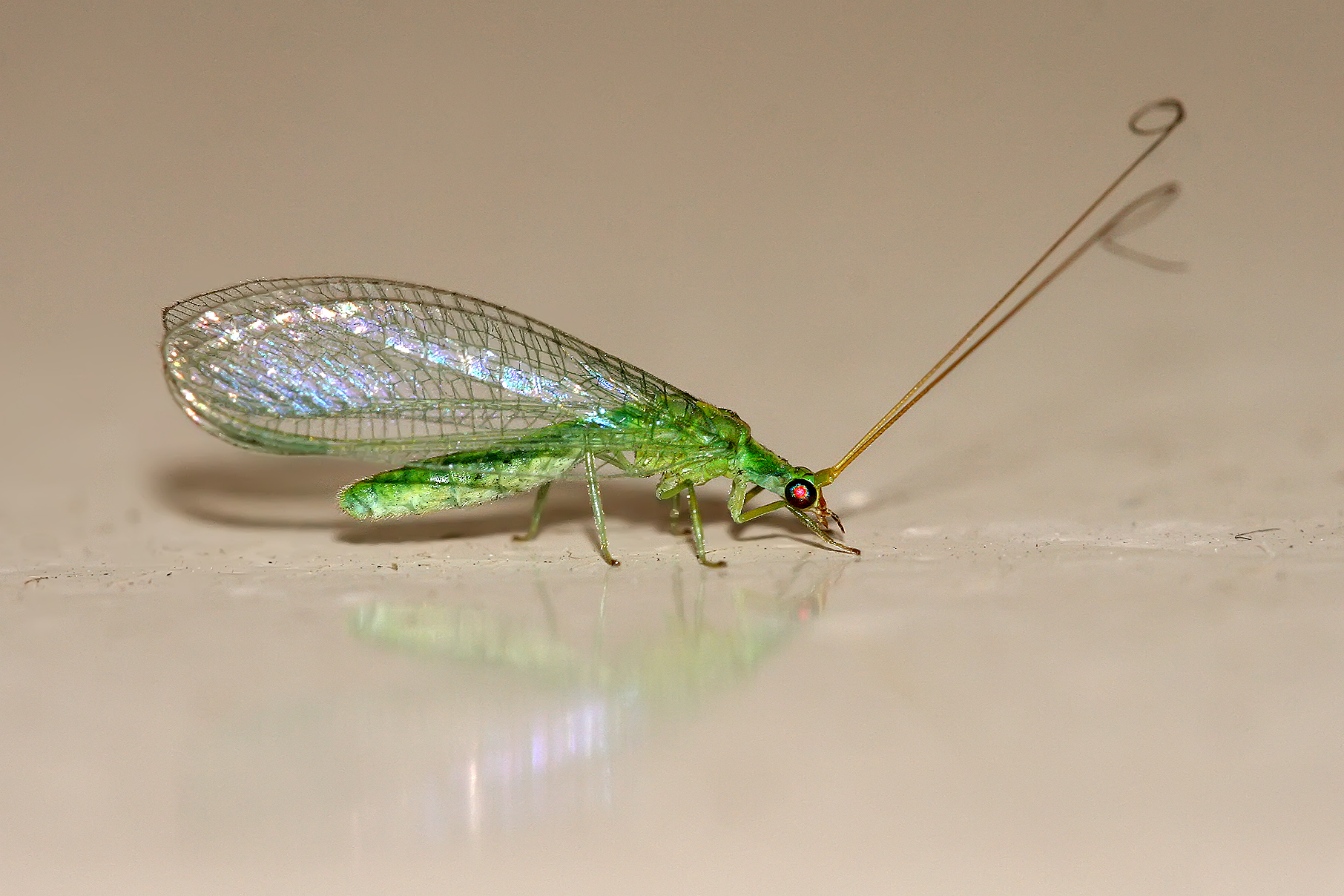
Złotook

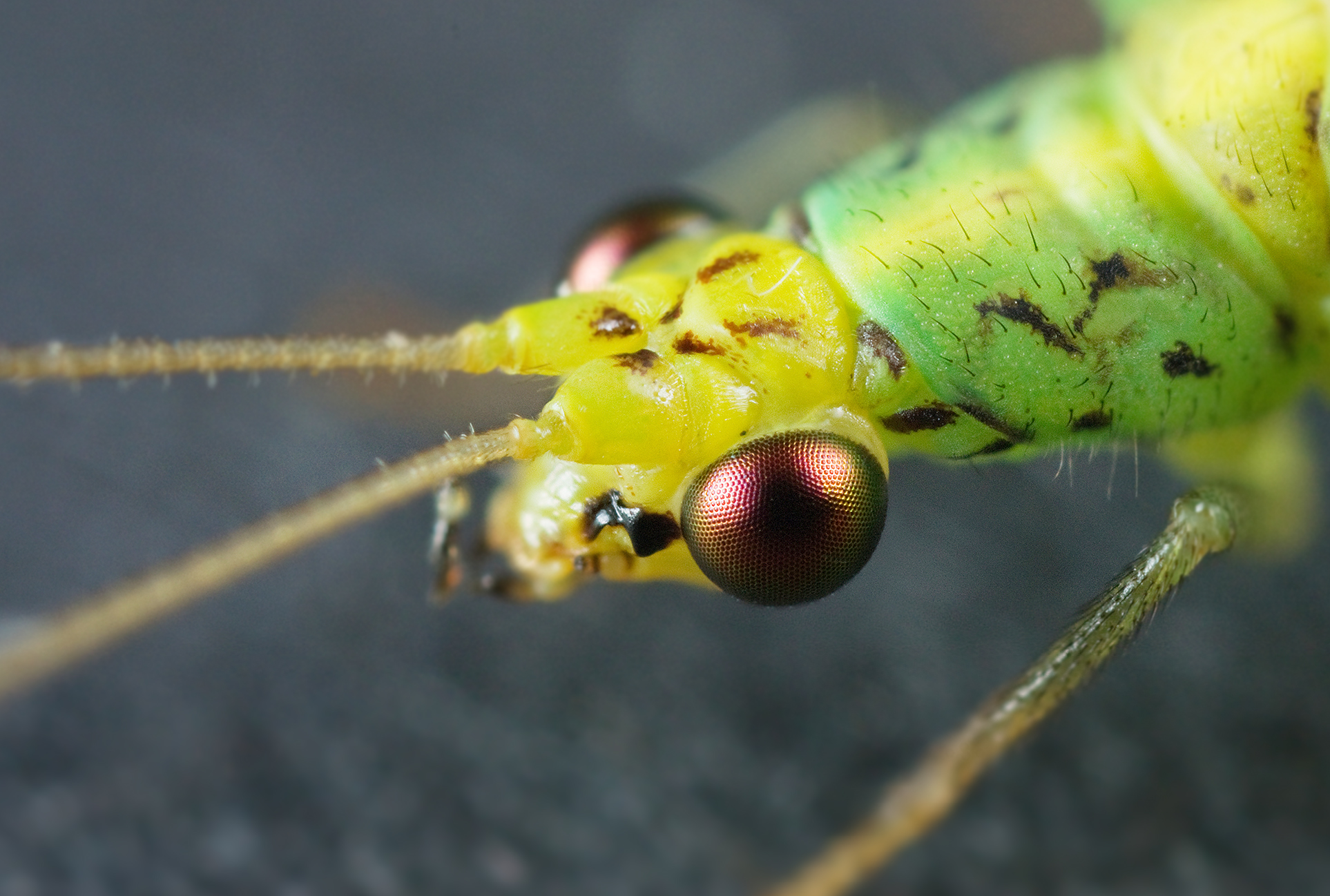
Głowa złotooka

Złotook – powszechnie przyjęta nazwa owada z rodziny złotookowatych (Chrysopidae), w literaturze stosowana w różnym znaczeniu. W najszerszym sensie oznacza dowolnego przedstawiciela rodziny.
Są to owady zjadające mszyce, czerwce, miodówki, przędziorki i larwy zwójek. W ciągu 2 tyg. larwa potrafi zjeść do 450 mszyc. 
Przez długi czas nazwa złotook wiązana była z rodzajem Chrysopa, jako jego nazwa zwyczajowa, np. bardzo rzadki w Polsce Chrysopa dasyptera nazwano złotookiem. Pospolicie występujących w Polsce przedstawicieli tego rodzaju różni autorzy nazywali m.in.:  
- złotook (Chrysopa perla)[4]
- złotook drapieżny (Chrysopa carnea)[5]
- złotook pospolity (Chrysopa perla)[6]
- złotook pospolity (Chrysopa vulgaris)[7][8]
- złotook zwyczajny (Chrysopa carnea)[7]
- złotook zwyczajny (Chrysopa perla)[9]

W wyniku zmian w klasyfikacji owadów z rodziny Chrysopidae – a zwłaszcza rewizji taksonomicznej, dawniej najliczniejszego w gatunki, rodzaju Chrysopa – niektóre gatunki zaliczone zostały do innych niż Chrysopa rodzajów, m.in. do Chrysoperla, a niektóre nazwy uznano za synonimy nazwy opisanego już wcześniej gatunku. 
I tak, dla przykładu, gatunek klasyfikowany jako Chrysopa carnea przemianowano na Chrysoperla carnea. Dalsze badania wykazały, że pod tą nazwą kryje się kilka gatunków kryptycznych (bliźniaczych), łudząco do siebie podobnych. W niektórych przypadkach różnice wykazano dopiero na poziomie zachowań godowych. 
Przykładem synonimu jest Chrysopa vulgaris. Gatunek opisany pod tą nazwą to – opisany już wcześniej – Chrysoperla carnea.
Wobec takiego podobieństwa gatunków i zmienności nazw naukowych prawidłowe stosowanie nazw zwyczajowych jest znacznie utrudnione. Głównie z takich powodów badacze odchodzą od ich używania, pozostając przy nazwach naukowych (powszechnie zwanych łacińskimi).